# Savala
Savala (rusky Савала) je řeka v Tambovské a ve Voroněžské oblasti v Rusku. Je 285 km dlouhá. Povodí má rozlohu 7720 km².

## Průběh toku
Protéká Ockodonskou rovinou. Ústí do řeky Chopjor (povodí Donu).

## Vodní režim
Převládajícím zdrojem vody jsou sněhové srážky. Průměrný roční průtok vody činí přibližně 20 m³/s. Zamrzá na konci listopadu a rozmrzá na konci března až v první polovině dubna. Během rozmrzání dosahuje nejvyšších vodních stavů.

## Využití
Na řece se nachází město Žerděvka.